# Contea di Humboldt (Nevada)
La contea di Humboldt, in inglese Humboldt County, è una contea dello Stato del Nevada, negli Stati Uniti. La popolazione al censimento del 2000 era di 17 129 abitanti. Il capoluogo di contea è Winnemucca.

## Geografia fisica
La contea si trova nella parte settentrionale del Nevada. L'U.S. Census Bureau certifica che l'estensione della contea è di 25014 km², di cui 24988 km² composti da terra e i rimanenti 26 km² composti di acqua.
Il territorio è prevalentemente montuoso (tra le catene principali ci sono Black Rock Range, Santa Rosa Range e Jackson Range) e desertico (nel sud ovest si trova parte del deserto Black Rock).
Tra le riserve nella contea si trovano: la Riserva Fort McDermitt Paiute and Shoshone, la Riserva Summit Lake Paiute, e la Colonia Winnemucca del Nevada.

### Contee confinanti
- Contea di Elko - est
- Contea di Lander - sud-est
- Contea di Pershing - sud
- Contea di Washoe - ovest
- Contea di Harney (Oregon) - nord
- Contea di Malheur (Oregon) - nord
- Contea di Owyhee (Idaho) - nord-est

## Storia
La contea fu creata nel 1861 ed è una delle conte originarie del Nevada. Fu chiamata come l'omonimo fiume.

## Geografia antropica

### Città
- Winnemucca (capoluogo)

### Census-designated place
- Denio
- Fort McDermitt
- Golconda
- McDermitt
- Orovada
- Paradise Valley
- Valmy

### Comunità non incorporata
- Rebel Creek
- Stone House
- Tule